# Platygaster mumfordi
Platygaster mumfordi är en stekelart som beskrevs av Fouts 1934. Platygaster mumfordi ingår i släktet Platygaster och familjen gallmyggesteklar. Inga underarter finns listade i Catalogue of Life.